# Немецкий словарь братьев Гримм
 «Немецкий словарь»  (нем. Das Deutsche Wörterbuch, также DWB или Der Grimm) — крупнейший и наиболее известный словарь немецкого языка, начатый братьями Гримм в конце 1830-х годов, впоследствии продолженный в Гёттингенском университете и Берлинской академии наук, первое издание которого было завершено только в 1960 году.

## История создания

### Предпосылки и предшественники
Идея создания этимологического словаря немецкого языка возникла в академической среде задолго до Братьев Гримм. Подобные попытки неоднократно предпринимались с XVII века не только учёными, но и литераторами. В 1691 году Каспар Штилер (нем. Kaspar Stieler) опубликовал небольшую работу «Родословное древо немецкого языка» (нем. Der Teutschen Sprache Stammbaum), немного позднее развитую и дополненную Г. Ф. Лейбницем в его «Предварительных размышлениях относительно упражнения и улучшения немецкого языка» (нем. Unvorgreiflichen Gedanken betreffend die Übung und Verbesserung der deutschen Sprache, 1698), предложившим универсальный план немецкого этимологического словаря. Однако идеи Штилера и Лейбница впервые воплотились, впрочем не во всей своей полноте, только полвека спустя. В конце XVIII — начале XIX века были опубликованы 3 крупные работы такого рода:
- Иоганн Леонард Фриш (нем. Johann Leonhard Frisch) в 1741 году опубликовал двухтомный «Немецко-латинский словарь» (нем. Teutsch-Leteinisches Wörterbuch) с обширным этимологическим комментарием.
- Иоганн Кристоф Аделунг (нем. Johann Christoph Adelung) в 1774—1786 годах выпустил в свет классический пятитомный труд «Опыт полного грамматико-критического словаря верхненемецкого диалекта» (нем. Versuch einen vollständigen grammatisch-kritischen Wörterbuchs der hochdeutschen Mundart), в котором изложил результаты своих многолетних исследований в области истории немецкого языка, в том числе представил общую картину развития германских языков.
- Иоахим-Генрих Кампе (нем. Joahim-Heinrich Campe) в 1807—1811 годах опубликовал «Словарь немецкого языка в пяти томах» (нем. Wörterbuch der deutschen Sprache in 5 Bände), где сделал попытку обосновать также нормы словоупотребления.

Особенностью трёх вышеуказанных изданий является исключительное внимание к «нормативному элементу»: попытка выработать нормы «хорошего» или «высокого немецкого». Однако к середине XIX века стало очевидным несоответствие этих попыток изменившимся научным требованиям и стандартам исследовательской работы. Все эти произведения носили нарративный и описательный характер, чтобы стать подлинно научными им недоставало строгой методологической основы.

### Немецкий словарь братьев Гримм

Первое издание «Немецкого словаря»

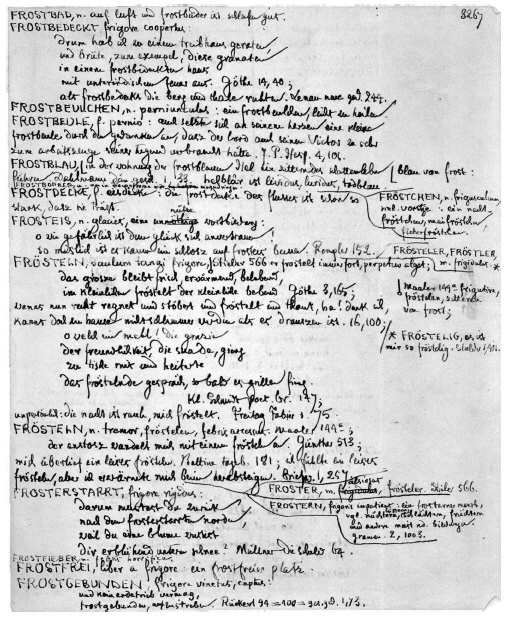
Автограф Якоба Гримма. Лист черновика к первому тому «Немецкого словаря»

В марте 1838 года лейпцигские книгоиздатели Раймер и Гирцель по инициативе германиста Рудольфа Фридриха Гаупта предложили братьям Гримм заняться подготовкой этимологического словаря немецкого языка, отвечающего современным научным требованиям. Братья Гримм поставили перед собой не только научную, но и высокую патриотическую задачу: дать возможность простому гражданину ощутить единство нации, пусть и разделённой на три сотни карликовых государств, но объединённой языком и культурой. Этой целью обусловлен и выбор метода, положенного братьями Гримм в основу исследования, — сравнительно-исторический метод, который позволял рассмотреть эволюцию языка, его генетические связи в контексте развития общества, являвшегося его носителем. Так сравнительно-исторический метод впервые был последовательно применён в исследовании языка, что свидетельствовало о рождении новой науки — лингвистики. К моменту смерти Якоба Гримма, последовавшей в 1863 году, были закончены разделы со словами на буквы A, B, C, E, составленные Якобом, и на букву D, составленный Вильгельмом. Раздел на букву F Якоб не успел завершить, остановившись на статье «Frucht».
Последующее поколение филологов продолжило эту работу: Прусская академия наук создала особую рабочую группу исследователей, завершившую работу к 1960 году, то есть только через 120 лет после её начала. По иронии судьбы, словарь был завершён всего за год до возведения Берлинской стены. Работа по улучшению словаря (составление комментариев и включение маргиналий) продолжается в Берлинской академии наук и сегодня группой из 13 исследователей под руководством профессора К. Унгера (нем. Dr. Christian Unger), готовится электронная версия словаря. К настоящему моменту словарь насчитывает 33 тома и около 600 000 словарных определений.